# EQP (計算複雑性理論)
計算複雑性理論において、 EQP (exact quantum polynomial time, QP とも) は量子コンピュータが確率1で正しい答を、多項式時間内に与えることができる決定問題のクラスである。複雑性クラス P の量子的な相当物といえる。
逆に言えば、量子コンピュータを用いたアルゴリズム（量子アルゴリズム）の中には決定問題を決定的に、多項式時間内に解くものが存在するということである。